# Лифт (напитка)
Лифт (на английски език - Lift) е безалкохолна, газирана напитка с различен плодов вкус, производство на американската компания Кока Кола. Започва да се произвежда от 1970 година.
Популярна напитка сред страните от Латинска Америка, Източна Европа, Германия, Австралия, Нова Зеландия. От 2000 година започват продажби в САЩ, но се предлага само в отделни райони. Много популярна безалкохолна напитка в България, като в страната се предлага единствено с нискокалорично съдържание.

## Популярни вкусове в България
- Лифт Ябълка
- Лифт Лимонада
- Лифт Вишна
- Лифт Круша